# 에도아르도 폰티
에도아르도 폰티(영어: Edoardo Ponti, 1973년 1월 6일 ~ )는 스위스의 영화 감독이다.

## 학력
- 서던캘리포니아 대학교 학사

## 생애
1973년 1월 6일, 스위스에서 카를로 폰티와 소피아 로렌 사이에서 둘째 아들로 태어났다. 알렉스 폰티의 이복 동생이다. 서던캘리포니아 대학교를 졸업했다. 1988년, 영화배우로 데뷔했고, 1998년, 영화 감독으로 입문했다.

## 작품 목록
- 자기 앞의 생 (2020년) : 감독, 각본